# Junkers Ju 88
El Junkers Ju 88, era un avió bimotor al servei de la Luftwaffe en la Segona Guerra Mundial, molt conegut en el seu paper com a bombarder, però on va ser rellevant va ser en el seu paper d'avió multi-tasques, en diversos papers com a bombarder en picat, bombarder pesant, bombarder ràpid, torpediner, i caça pesant i caça nocturn, per tot això, entre els anglesos, se'l coneixia també com The maid of all works (la criada de totes les feines, en anglès). Va tindre el seu paper en la batalla d'Anglaterra, on va presentar les seves flaqueses.
Encara que no va intervindre en la Guerra Civil Espanyola, com altres avions alemanys de l'època, si que va formar part del Grup de Bombardeig de l'Exèrcit de l'Aire Espanyol.

## Història
Corria el 1935 i el Reichsluftfahrtministerium (RLM, Ministeri de l'aviació del Reich), cercava un avió una mica especial, i per això va llençar una especificació per un Schnellbomber (bombarder ràpid) amb una tripulació de tres homes, i capaç de transportar uns 1.000 kg de bombes a una velocitat màxima de 500 km/h. Aquesta especificació es va passar a diverses cases especialitzades.
Tot i que es van presentar, en el concurs, el models Henschell Hs 127 i el Messerschmitt Bf 162, en el transcurs de l'any 1937. La casa Junkers per mitjà dels enginyers Alfred Gassnet i Heinrich Evers, que havien treballat per una casa nord-americana, van presentar el prototip Ju 88 V1, que va volar per primer cop el 21 de desembre de 1936, des del camp de Dessau, pilotat pel cap de pilots de prova, el capità Kindermann, seguit pel prototip Ju 88 V2. En total es van construir sis prototips amb diferents configuracions tant pel que fa al timó de direcció, tipus de motor com a armament.
Si bé els primers prototips i els primers aparells subministrats a la Erprobungskommando 88 (Unitat de proves, en alemany) van sofrir accidents, a causa de la sobrecàrrega a què estaven sotmesos aquests aparells, es van solucionar aquestos defectes de manera satisfactòria, demostrant l'aparell unes virtuts superiors. Valgui d'exemple el rècord obtingut en 9 de març de 1939, en circuit tancat i amb una càrrega de 2.000 kg, obtenint una velocitat de 517 km/h.
A partir de l'agost de 1939 es van produir les primeres entregues d'aquest avió, i la primera vegada en què es va posar en combat, va ser el 26 de setembre de 1939, quan el I Gruppe Kampfgeschwader 30 (I grup de combat, esquadró 30, en alemany), va atacar les forces navals de la Royal Navy, fent creure que havien enfonsat el Portaavions Ark Royal i malmès el creuer Hood.

## Detalls constructius

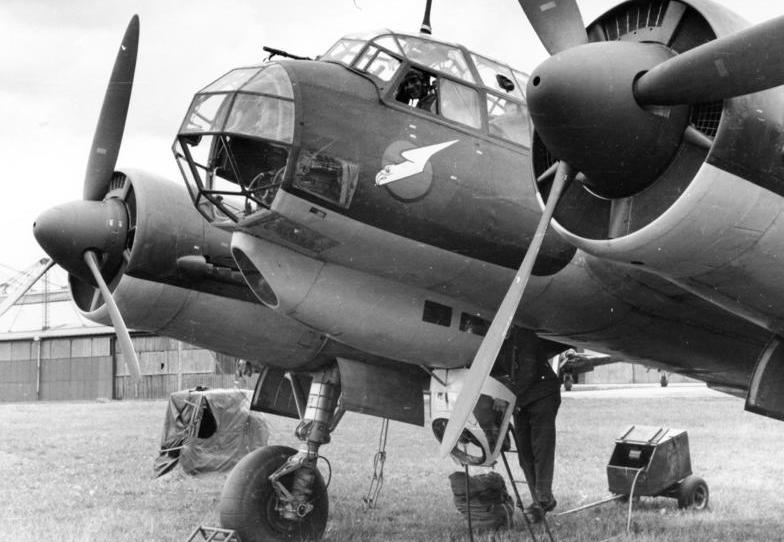
El característic morro amb forma de facetes del Junkers Ju 88

El Junkers Ju 88, era un avió metàl·lic d'ala situada en el mig del fuselatge i amb una elegant línia, en general. Una característica una mica especial, ve donada per la quantitat de morros, que va muntar, encara que el més característic, fou el de vidres amb forma de facetes. Un altre detall característic és la seva cabina amb forma de galeria de cristall, que en la part posterior, duia un artiller, amb la seva metralladora defensiva. El fuselatge de construcció monocasc, amb forma quadrada amb els cantus arrodonits, estava constituït per tres seccions, que es podrien resumir en la secció de proa on hi havia la tripulació, la secció mitjana amb dues grans quadernes que subjectaven les semi ales i contenien un dipòsit de combustible, i la secció de cua, que començava a la fi de les ales fins l'els timons de direcció i de profunditat. Tot axó estava recobert amb planxa de diferents gruixos que actuava com a element resistent i com a blindatge per als elements interns. Estava distribuïda de la següent manera, la proa amb planxa d'1 m/m, la part central amb planxa d'1,2 m/m, i la part de la cua amb un gruix de 0,75 m/m.
Pel que fa a les ales, eren de planta trapezoïdal amb un angle únic en el cantell posterior, mentre que el cantell anterior el presentava doble, ja que era recte fins a les góndoles i amb caiguda cap a la punta de l'ala, mentre que aquesta era arrodonida. Cada semiala, estava constituïda per dos llarguers i 5 costelles mestres, acompanyades de costelles de forma i petits llarguers, un tercer llarguer auxiliar suportava les frontisses dels alerons e hipersustentadors.
En la part de sota de l'avió, i quasi tocant el morro, hi havia una góndola ventral que hi encabia l'armament de defens per la part del darrere e inferior de l'avió, també en els bombarders, allotjava la mira de bombardeig de marca Lofte.
Els estabilitzadors eren de gran mida i d'estructura “monocasc”, eren d'aliatge lleuger en la seva part fixa, mentre que les parts mòbils estaven recobertes de tela, amb grans aletes de correcció. El tren d'aterratge era tricicle posterior totalment retratable i estava constituït per dos pilars amb amortidors i elements elàstics. Les rodes, quan pivotava cap enrere el pilar, giraven 90° al voltant d'aquest pilar, de manera que acabaven planes en la part del darrere de la corresponent góndola del motor. La roda posterior, situada a l'alçada del cantell d'atac de l'estabilitzador, també pivotava cap enrere per quedar amagada.
La part motriu estava encomanada a dos motors Junkers Jumo 211J de 12 cilindres en V invertida amb injecció directa i sobrealimentació d'un compressor amb dues velocitats, cosa que permetia una potència de 1.350 CV a 250 m i 1.060 CV a 5.200 m, sempre a 2.600 rpm, enfront d'ells hi havia els radiadors anulars que conferien al conjunt l'aspecte que les góndoles contenien motors en estrella. Cadascun d'aquests motors actuava sobre una hèlix de tres pales VDM de velocitat constant.
Pel que fa a l'alimentació de combustible, cal parlar de 5 dipòsits situats de la següent manera, en cada ala hi havia dos dipòsits un situat entre el fuselatge i la góndola de 440 l i un altre en l'extrem de 415 l. A aquests 4 dipòsits, s'hi afegia un en el fuselatge, damunt del compartiment de bombes, i protegit convenientment per una mampara de separació de 1.220 l. També hi havia la possibilitat de dur dos dipòsits sota les ales rebutjables de 450 l cadascun.
El Ju 88, disposava d'un sistema de buidat de combustible en vol a través d'un brollador situat en la cua de l'aparell. També disposava de protecció anti-gel en els cantells d'atac, dels hèlix i de les ales, per mitjança d'unes mànegues que conduïen aire calent procedent dels motors. També disposava d'equip d'oxigen per als tripulants, a part d'aparells de ràdio per les comunicacions i les ajudes de navegació.
La tripulació disposava d'un blindatge lleuger i de tres metralladores defensives, que se situaven dues en la cabina, una cap endavant i un altre cap enrere, l'última situada en la góndola inferior, que defensava la part ventral i del darrere de l'avió.

## Dades tècniques (Model A-4)
| - Mides exteriors | - Mides exteriors                                                   |
| --- | ------------------------------------------------------------------- |
| longitud total | = 14.36 m                                                           |
| Amplada total | = 20 m                                                              |
| Alçaria | = 5.06 m                                                            |
| Superfície alar | = 54.50 m²                                                          |
| Pes vuit | = 9.060 kg                                                          |
| Pes màxim al envol | = 14.000 kg                                                         |
| - Prestacions |                                                                     |
| Motor | = 2 Junkers Jumo 211J                                               |

Junkers Ju 88 A-4

| Característiques | = 12 cilindres en V invertida, sobrealimentat, refrigeració líquida |
| Potència | = 1.420 CV a 2.600 RPM al envol                                     |
| Velocitat màxima | = 263.5 kn (knots), 488 km/h                                        |
| Autonomia màxima | = 1.980 km                                                          |
| Sostre | = 9.900 metres                                                      |
| - Armament i equipament |                                                                     |
| - 4 metralladores MG 81 de 7.7 m/m en muntatges flexibles 1 davant, 2 darrere cockpit i 1 en la góndola inferior - 900 kg de bombes en una primera en la bodega interior - 500 kg de bombes en bodega secundària, resultat de l'eliminació del dipòsit central - Possibilitat d'encabir fins a 3.000 kg de bombes en suports exteriors                                                    |                                                                     |
| - Armament opcional |                                                                     |
| - Muntatge opcional d'una metralladora, sobre muntatge flexible MG 15 de 7.7 m/m, en cada costat de la cabina. - Muntatge addicional d'un altre metralladora MG 15 o MG 81 de 7.7 m/m, o fins i tot una MG 131 de 13 m/m en la part de sota de la cristallera davantera. - Armament especialitzat per l'atac de tropes en terra. - Muntatge d'un canó MG FF de 20 m/m per l'atac a terra. |                                                                     |

## Variants

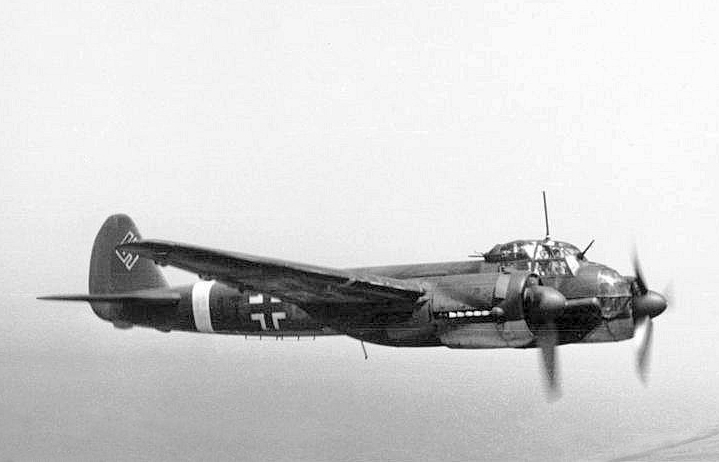
Un Junkers Ju 88 fotografiat en 1942

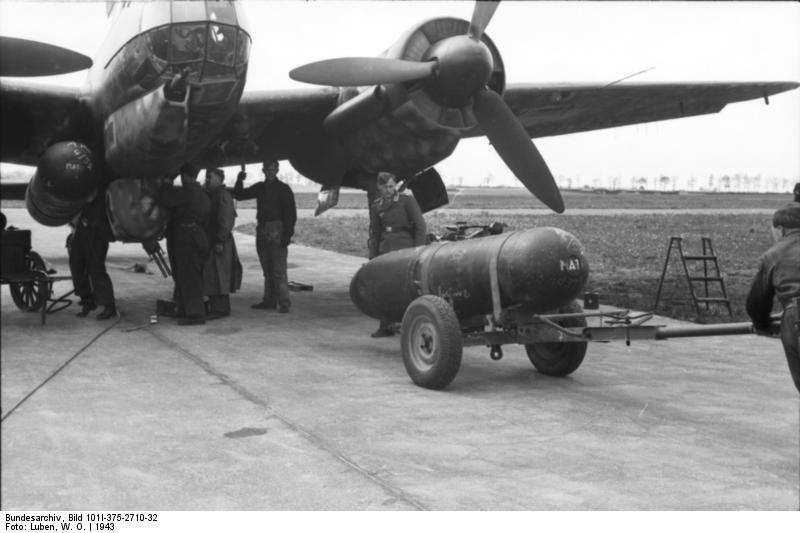
Bombarder Ju 88 en la càrrega de bombes

- Ju 88V (V1- V10): Prototips de proves, amb denominació correlativa, per assajar diferents motors i armament.
- Ju 88A: Model de bombarder bàsic del que es van fabricar més aparells uns 7.000

Ju 88A-0Sèrie de pre-producció.
Ju 88A-1Model inicial amb motors Jumo 211B-1 de 1.200 CV.
Ju 88A-2Nous motors Jumo 211G-1.
Ju 88A-4Versió d'entrenament amb comandaments duplicats.
Ju 88A-17Darrera versió d'aquest model.
- Ju 88B: Model de prova amb cúpula llisa.
- Ju 88C: Model de Zerstörer (destructor, en alemany[nb 4]) caça pesant i caça nocturn, basat en el model A, pro amb morro metàl·lic.

Ju 88C-4Caça pesant i de reconeixement.
Ju 88C-6bVersió de caça nocturn.
Ju 88C-7a i bVersions d'invasors (amb capacitat d'operar darrera les línies enemigues)
Ju 88C-7cVariant de caça pesant.
- Ju 88D: 1.450 aparells entregats del model de reconeixement fotogràfic de llarg abast, basat en el model A-4.

Ju 88D-1Primera versió.
Ju 88D-2Versió basada en el model A-5.
Ju 88D-3Versió tropical del model D-1.
Ju 88D-4Versió tropical del model D-2
- Ju 88G: Aproximadament 2.500 aparells del model de caça nocturn amb diverses modificacions pel que fa a fuselatge, que no porta góndola inferior i nou morro metàl·lic més aerodinàmic i amb 4 canons MG 151/20 de 20mm.

Ju 88G-1Versió equipada amb motors en estrella BMW 801 de 1.539 CV, i radar FuG 220 Lichtenstein SN-2.
Ju 88G-6Nous motors de 12 cilindres en V invertida Jumo 213A de 1.726 CV. Equipat amb diversos radars que podrien ser el FuG 220 Lichtenstein SN-2 o el FuG 218 Neptun. També hi ha diversitat d'antenes, sempre cercant la més aerodinàmica. També incorpora, de manera opcional, el Schräge Musik amb canons de 20 o 30 m/m.
Ju 88G-7Versió millorada del G-6 per alta alçaria, amb motors Jumo 213E incorporaven radars FuG 218/220 amb antenes Morgenstern o radar FuG 240.
- Ju 88H: Model de reconeixement fotogràfic de llarg abast, o de caça, basats en el fuselatges modificats del model G. Hi ha reconeguts uns 20 aparells fabricats.

Ju 88H-1Versió de reconeixement de llarg abast marítim.
Ju 88H-2Variant de caça.
Ju 88H-3Variant marítima de reconeixement de llarg abast.
Ju 88H-4Variant de caça.
- Ju 88P:[3] Model contra-carro o contra-bombarder, amb l'afegit de sistema de canó ventral bé sigui un canó de 75 m/m o Kampfwagen-kanone, o un canó de 50 m/m o un parell de 37m/m. Eren transformacions del model A i es van fer en petit nombre, a la fi no es va demostrar com no valid, tant en el sistema contra-carro, com en el sistema contra-bombarder.

Ju 88P-1Versió apareguda a mitjans de 1942, en poca quantitat, amb un canó ventral PAK 40 de 75 m/m.
Ju 88P-2Versió amb dos canons BK 3,7 de 37 m/m, que disparaven munició amb nucli de wolframi. Muntades poca quantitat, per manca d'eficàcia.
Ju 88P-3Va ser una millora del P-2, amb més blindatge per protegir la tripulació, es podia dir que era un autèntic avió d'atac a terra.
Ju 88P-4Nova versió dotada d'un canó BK 5. de 50 m/m. Aparells produïts en poca quantitat en 1944
- Ju 88R:[4] Model de millora amb la incorporació dels motors en estrella BMW 801 de 1.539 CV, reservats en principi al Focke-Wulf Fw 190.

Ju 88R-1Millora del model C-6, amb el mateix armament, pro amb els nous motors BMW 801A, muntava radars FuG 202 o FuG 212. Aquest model va entrar en servei a principis de 1943, al mateix temps en què la caça nocturna de la Luftwaffe infringia majors pèrdues en els bombarders aliats. El 8 de maig de 1943, un Junkers Ju 88R-1 completament equipat, fou robat d'un camp d'aviació alemany, i va ser dut a Escòcia on va ser investigat l'aparell i el seu equipatge, i va permetre desenvolupar noves tàctiques de bombardeig.
Ju 88R-2Nova millora amb la incorporació dels nous motors BMW 801D de 1.677 CV i radar FuG 220 Lichtenstein SN-2. Aquest aparell va estar en producció fins a primers de 1944.:
Ju 88S
Aquest model, és degut a la recerca de més velocitat, i per axó s'eliminen totes les estructures que augmenten la resistència aerodinàmica, se suprimeixen suports exteriors i es modifica el morro, de la típica cristallera facetada, es passa a un morro llis, es proven nous motors BMW 801 que donen 1.700 CV. Apareix en 1943.
Ju 88S-1És en el model en què més s'aprecia la reducció de pes, la góndola ventral també es eliminada, s'elimina armament defensiu, i es deixa només una metralladora al darrere de la cabina, s'incorporen els nous motors BMW 801G-2 de 1.677 CV,que s'incrementava amb la injecció d'òxid nitrós, axó el permetia arribar fins als quasi 610 km/h, el que dificultava l'atac per aparells enemics. Aquest aparell va ser actiu en 1943 i va participar en l'operació Steinbock el darrer bombardeig a gran escala del Regne Unit.
Ju 88S-2Millora del model S-1, amb nova estructura de la bodega de bombes similar a l'adoptada en la versió A-15, i l'adopció dels motors BMW 801TJ de 1.810 CV. Va entrar en producció limitada en la primavera de 1944.
Ju 88S-3Va ser el darrer model de bombarder que va veure la llum, en aquest cas els motors eren els Jumo 213A de 12 cilindres en V invertida i de fins a 2.300 CV amb injecció d'òxid nitrós, amb escapes dissenyats especialment per augmentar l'empenta, axó el permetia aconseguir els 614 km/h a 8.500 m. Malauradament van entrar en servei pocs exemplars durant el 1944, quan els bombarders s'havien de quedar a terra, per manca de combustible.
- Ju 88T:[5] Model de reconeixement d'alta velocitat, basats en els models S.

Ju 88T-1Model basat en la versió S-1, equipat amb dues o tres càmeres de disposició depenent de la missió a executar. Tres tripulants pilot, radio-operador i artiller i operador de càmeres.
Ju 88T-3Era la versió de reconeixement de la versió S-3, podia arribar als 659 km/h, amb la injecció. Només es van completar un petit nombre d'unitats.

## Teatre d'operacions

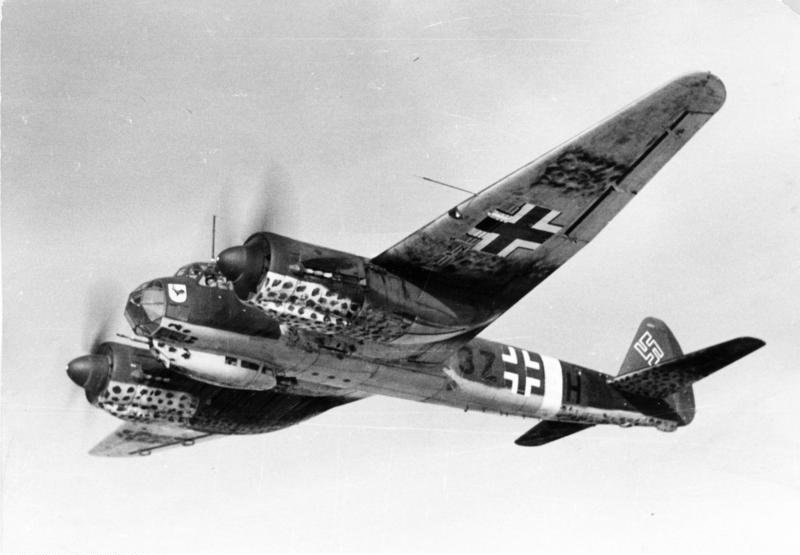
Vista d'un bombarder Ju 88 volant en el front del Mediterrani, en 1942

El Ju 88 com bombarder, va entrar en servei l'estiu de 1939 en el I/KG 25 (Kamfgeschwader, Esquadró, en alemany), que més tard es convertiria en el I/KG 30. En aquest any, el nombre d'aparells disponibles era molt baix, i per axó no hi ha gaires accions bèl·liques que destacar. No obstant axó la primera acció duta a terme, és l'atac a part de la flota anglesa en el Mar del Nord, el 26 de setembre de 1939, on van informar que havien impactat el Portaavions Ark Royal i el Cuirassat HMS Hood, que en realitat van resultar il·lesos. La mateixa unitat, també van atacar a Scapa Flow en març de 1940.
A on la quantitat era més nombrosa i, per tant, va tindre el paper més destacat a càrrec del KG 51,va ser en la batalla d'Anglaterra, on va tot i ser menys nombrós que el Heinkel He 111, era més ràpid i maniobrable que ell, i va arribar a substituir el Dornier Do 17. Però com ja se sap la Luftwaffe va sofrir grans baixes.
El paper destacat el va tenir en d'invasió de Rússia, on hi equipaven 19 grups de bombarders, per tan sols 6 grups de Heinkel He 111 i 3 grups de Dornier Do 17. Per tant, van ser vastament usats en tot el terreny rus destruint milers d'avions. Tot i que la indústria russa s'afanyava a reposar les baixes, l'allau alemany era molt superior.
La força de bombarders alemanys, incloent-hi el Ju 88, va lluitar amb l'ampliació dels fronts, convertint-ho en una arriscada competició. Models més moderns d'avions no acabaven d'entrar en servei, per poder-lo reemplaçar, i es va trobar lluitant en fronts tan diversos com el Front Oriental, Itàlia, Escandinàvia, però mai en nombre suficient. Al final de la guerra, les forces de bombarders, es van trobar en terra per manca de combustible.

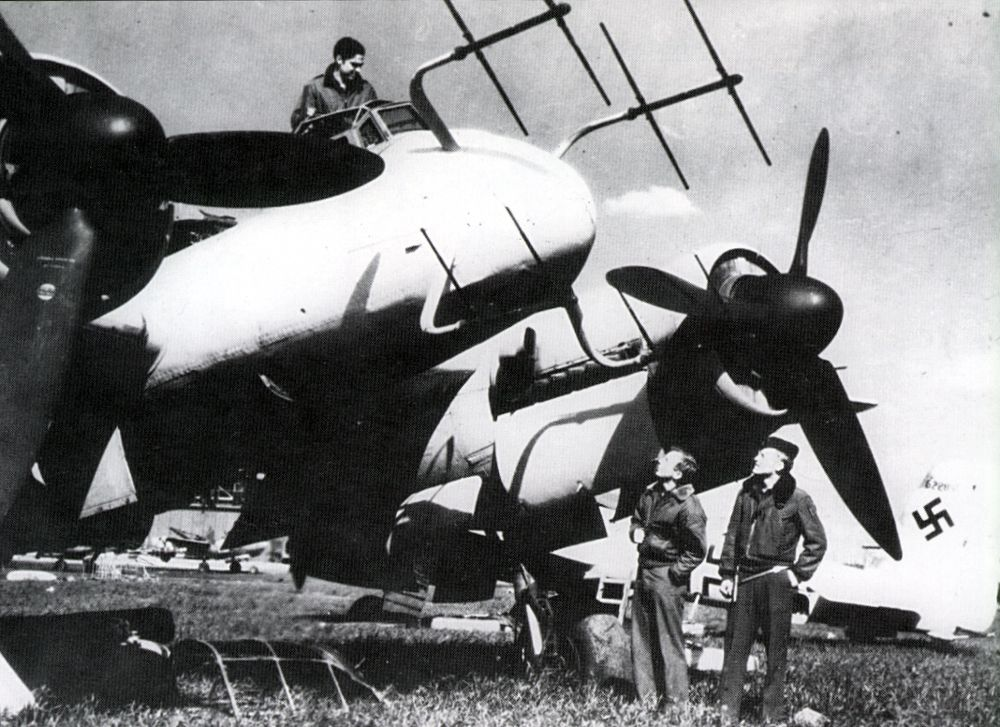
Aspecte del morro del Ju 88G-6 en 1945

el Ju 88 com caça va acabar la guerra con el màxim exponent en el paper de caça nocturn, tot i ser desenvolupat com bombarder ràpid, perquè era tan ràpid com el seu contemporani el Messerschmitt Bf 110, que havia estat desenvolupat com caça pesant. Tot i que Junkers havia desenvolupat el model 'Ju 88C per l'atac a terra, per la invasió de Polònia en 1939, durant el resta de la guerra només es van fabricar 130 d'aquest tipus d'aparell.
La força de caça alemanya nocturna, va entrar en funcionament en l'estiu de 1940 després de Comandament de Bombardeig anglès, va començar a atacar a la indústria alemanya durant la nit. En aquell temps, només un petit nombre d'aparells de Ju 88, es van destinar per aquest menester, i es va constituir el II/NJG 1 (Nacht Jadgeschwader Gruppe Grup de caça nocturna, en alemany), va rebre aquest tipus d'aparell en juliol de 1940, més tard en el mes de setembre, es va canviar de nom a I/NJG 2. Duran el següent any, el mateix grup, va realitzar incursions sobre aeròdroms anglesos, abans de ser traslladat al front de la mediterrània en octubre de 1941.
El Ju 88, no va entrar plenament, com caça nocturn fins al 1943. El sistema de caça nocturna alemany estava basat en una sèrie d'estacions de detecció terrestre, que guiaven als caces capel seu objectiu, que es va mostrar molt efectiu per l'abast del Messerschmitt Bf 110. Aquest sistema era conegut pel comandament anglès com la línia Kaummhuber, mentre que la seva denominació en alemany era sistema Himmelbett (Llit amb dosser, en alemany).
Amb la descoberta del sistema de radar alemany, a causa del robatori d'un aparell Ju 88R-1 el 8 de maig de 1943, i la utilització del sistema ECM Chaff, que bloquejava el sistema Himmelbett, que va ser usat per primer cop el 24 de juliol de 1943.
La resposta alemanya va ser el Wilde Sau (Porc Salvatge, en alemany), que consistia en que el caces nocturns patrullaven per la zona en què es preveia que hi serien els bombarders enemics i els atacaven quan en tenien oportunitat, aterrant solament quan anaven curts de combustible. Axó requeria avions amb més abast que el Bf 110, i pel mateix la producció del Ju 88, durant l'any 1943, es va doblar fins a arribar als 2.518 en 1944.
Cap a la fi del 1943, es va desenvolupar un nou sistema de radar, que no es veia afectada per les interferències causades pels aliats, i aquesta va ser la causa que els alemanys desenvolupessin una nova tàctica anomenada Zahme Sau (Domar el Porc, en alemany), que consistia a atacar els bombarders més lluny, tan bon punt quan creuaven el territori ocupat pels alemanys. Portant el radar FuG 200 Lichtenstein SN-2 amb el sistema d'antenes Flensburg, podien detectar el radar de cua Monica i Naxos, i amb el sistema de canons Schräge Musik per poder atacar els bombarders des de sota, van començar a sotmetre al bombarders anglesos a grans pèrdues. Durant la batalla de Berlín, a començaments de 1943, les pèrdues britàniques arribaven al 10% en cada missió.
Malgrat aquestes grans pèrdues el Comandament de Bombarders, només es va deixar de bombardejar de forma massiva el territori alemany els mesos anteriors al dia D. Mentre que els bombarders pesants anglesos es dedicaven a bombardejar les línies d'abastament a les platges franceses, els cossos de caces nocturns alemanys van aprofitar per reconstituir-se, ja que la confiança era alta. El retorn als bombardejos massius era l'inici del desastre.
El 13 de juliol de 1944, un Ju 88G-1 equipat amb radar FuG 200 Lichtenstein SN-2 i el sistema Flensburg, va aterrar en Woodbridge (comtat de Suffolk), per un error de lectura del compas de navegació en que viatjaven cap al nord quan ells creien que viatjaven cap al sud. Els anglesos només van haver de canviar la mida de les tires d'alumini i retirar el radar Monica, per saturar el nou radar. Quan la campanya de bombardeig es va reprendre en la segona meitat de 1944, els caces nocturns alemanys anaven a les palpentes.
Malgrat que es van introduir nous sistemes de radar, en la caça nocturna alemanya, es van donar diversos cops dels quals no es van poder recuperar. La invasió de França i l'avanç aliat cap Alemanya, va causar que gran part de les estacions de radar alemanyes, fossin capturades. L'escassetat de combustible, va fer que la duració en l'aire, dels caces, es veiés reduïda. A mesura que els caces d'escorta nord-americans van començar a destruir a les forces de combat de dia de la Luftwaffe, les unitats de combat de nit van rebre l'ordre d'unir-se a la lluita en contra de la 8a Força Aèria, patint grans pèrdues i aconseguir poc.A l'inici de 1945 la Luftwaffe encara tenia 913 caces de la nit, al començament del mes d'abril aquesta xifra s'havia reduït a només 563, la majoria dels quals es van quedar a terra per la falta de combustible.
El Ju 88 es va demostrar com un caça nocturn letal, però va aparèixer, en quantitats significatives, massa tard.

### Espanya
Durant la segona guerra mundial, hi va haver uns 18 aterraments en sol espanyol d'aquest aparell, i com és lògic suposar, van ser requisats per l'exèrcit espanyol, que juntament amb 10 aparells que es van comprar, en 1943 es van incorporar en el 13 regiment de bombardeig, amb base en la Base Aèria d'Albacete, substituint els darrers SB-2 “Katiuska”, que restaven de la Guerra Civil Espanyola.
Aquests avions van rebre la denominació per l'Exèrcit de l'Aire com B.6, i van restar en servei uns 12 anys, passats els quals i a mitjans dels anys 50, es van donar de baixa, i van ser substituïts pels CASA 2111 “Pedro”.

## Aparells conservats[10]

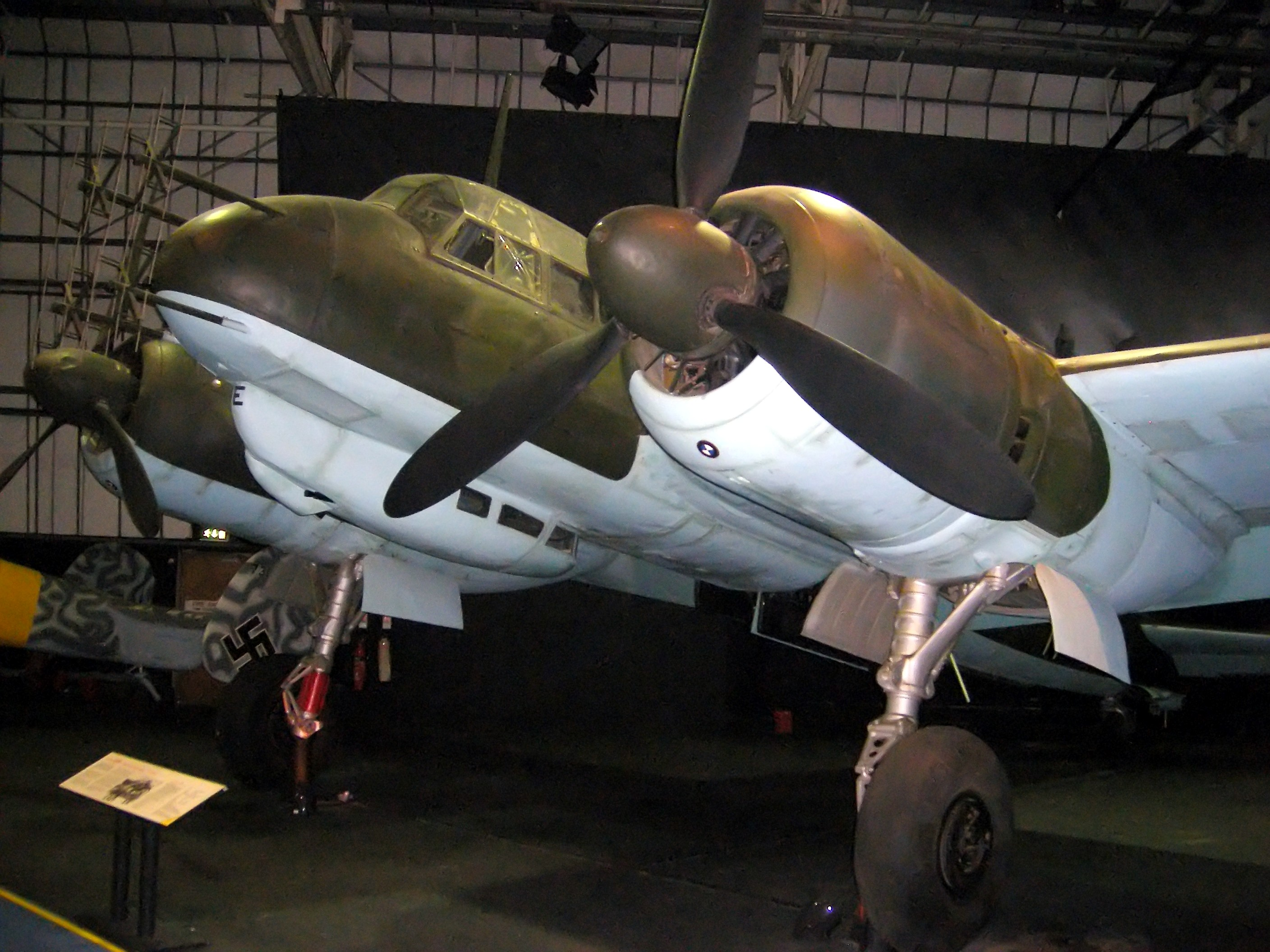
Junkers Ju 88, exposat en el Royal Air Force Museum Hendon

Segons la pàgina de referència existeixen avui en dia uns 16 restes, o aparells sobrevivents, algun d'ells en excel·lent estat de conservació, i altres en fase de reconstrucció en el dia 04/05/2012, que es relacionen a continuació.
AlemanyaAuto & Technik Museum Sinsheim Sinsheim, Baden-Württemberg Ju 88A-5 (treball núm. 1379) reconstruït i exposat
Deutsches Technikmuseum Berlín, un Ju 88A-5 (treball núm. 886146) recuperat del fons d'un fiord norueg i en fase de reconstrucció i un Ju 88G-1 (treball núm. 714628) recuperat del llac Balaton, Hongria (no surten en la relació d'avions del museu)
Estats UnitsNational Museum of the US air Force Dayton (Ohio) Ju 88D-3 (treball núm. 430650) recuperat i restaurat després de la guerra
BèlgicaCol·lecció privada Ju 88A-4 (sense identificar) en procés de restauració incorporant parts de diverses procedències.
NoruegaForsvarets Flysamling Gardermoen (col·lecció dels avions de les Forces Aèries Noruegues) Gardermoen Ju 88C-2 (treball núm. 881033) en exposició i un Ju88A-1 (treball núm. 880119) en restauració.
Norsk Luftfartsmuseum (Museu de l'Aviació Noruega) Bodø Ju 88A-4 (treball núm. 881478) i Ju 88D-1 (treball núm. 881203). sembla que en procés de restauració tots dos. Ju 88C-4 (treball núm. 880797) s'han fet servir parts per la recuperació dels altres.
Regne UnitRoyal Air Force Museum Hendon Londres-Hendon Ju 88R-1 (treball núm. 360043) aquest avió va ser el que el maig de 1943 fou robat per estudiar el nou radar.
En lloc desconegut i possiblement en col·leccions particulars o “canibalitzats” per altres restauracions :Ju 88A-5 (treball núm. 3386) i Ju 88D-1/trop (treball núm. 430784).
Unió SovièticaArchangel Museum Arkhànguelsk Ju 88A-4 (treball núm. 4588), la pàgina de referència posa que esta en exposició, mentre que la pàgina del museu, no més parla d'art.
Ju 88A-4 (treball núm. 142074), restes recuperades en la regió d'Arkhànguelsk, i sembla que venudes. En els museus d'aviació de la Unió Soviètica, no s'ha trobat cap referència a cap aparell d'aquest tipus.

## Avions similars
- Bristol Beaufigter
- Bristol Blenheim
- De Havilland Mosquito
- Dornier Do 17
- Heinkel He 111
- Messerschmitt Bf 110
- Mitsubishi Ki-21
- Yokosuka P1Y